# Baradero (município)
Baradero (partido) é um partido (município) da província de Buenos Aires, na Argentina. Possuía, de acordo com estimativa de 2019, 36.022 habitantes.

## Localidades
- Baradero: 24.901 habitantes
- Ireneo Portela: 449 habitantes
- Santa Coloma: 169 habitantes
- Villa Alsina: 1.184 habitantes

(INDEC 2.001)